# Subespacio de Krylov
En álgebra lineal un subespacio de Krylov de orden {\displaystyle r} generado por una matriz cuadrada {\displaystyle A} de orden {\displaystyle n} y un vector {\displaystyle v}, es el subespacio vectorial generado por {\displaystyle A^{k}v} con {\displaystyle k<r}
{\displaystyle {\mathcal {K}}_{r}\left(A,v\right)=\mathrm {span} \left\{v,Av,\ldots ,A^{r-1}v\right\}}
El nombre se debe al matemático ruso Alekséi Krylov quien publicó un estudio sobre dichos espacios vectoriales en 1931.
Los métodos iterativos modernos lo utilizan en el cálculo de vectores y valores propios o para resolver sistemas de ecuaciones lineales con matrices dispersas. Todos los algoritmos que usan este subespacio se les conoce como métodos del subespacio de Krylov; estos métodos se encuentran dentro de los más eficaces del álgebra lineal numérica.
Los métodos más conocidos del subespacio Krylov son los Arnoldi, Lanczos, el método del gradiente conjugado, GMRES (residuo mínimo generalizado), el BiCGSTAB (método del gradiente biconjugado estabilizado), QMR (cuasi residual mínima), TFQMR (QMR adaptación libre de transpuesta), y MINRES (mínimo residuo).